# Teopantlán
Teopantlán es una localidad del estado mexicano de Puebla. Se localiza en el centro del estado, al sur de la Heroica Puebla de Zaragoza, capital poblana. Forma parte de la región económica de Izúcar de Matamoros, que ocupa la porción sur-occidente del estado. La localidad es la cabecera del municipio de Teopantlán.

## Toponimia
Teopantlán es un topónimo de origen náhuatl que proviene del vocablo Teopantlan. Este, a su vez, es el resultado de la aglutinación de las siguientes voces nahuas: teopan (Iglesia) y -tlan (Lugar). Por tanto, puede traducirse como "Lugar de iglesias". Pero dado que el glifo prehispánico que designaba este poblado contiene una representación del disco solar, también se puede traducir como En el templo de Tonatiuh.

## Geografía
El municipio cuenta con una superficie de 214,31 kilómetros cuadrados. Forma parte de la región económica de la Mixteca Poblana (Izúcar), que comprende la región suroeste del territorio poblano. Ubicado inmediatamente al sur del territorio de la capital poblana, Teopantlán colinda al norte con Ocoyucan y el municipio de Puebla; al este, con Huehuetlán el Grande y Huautlatlauca; al sur, con Coatzingo y Ahuatlán; y al poniente con Xochiltepec, San Diego La Mesa Tochimiltzingo y Atlixco.
La mayor parte del municipio posee un relieve accidentado. La parte norte, en el límite con Heroica Puebla de Zaragoza, corresponde a la Sierra de Tentzo, cadena montañosa que constituye el límite entre el Valle Poblano-Tlaxcalteca, el Valle de Atlixco y la Mixteca. El centro corresponde precisamente al valle de Atlixco y el sur al Valle de Matamoros, más bajo que el anterior. Todo el municipio forma parte de la cuenca hidrológica del Atoyac, uno de los ríos de la cuenca alta del río Balsas, que desagua en el Océano Pacífico.